# Casa Llorach (Capellades)
La Casa Llorach és una obra de Capellades (Anoia) protegida com a Bé Cultural d'Interès Local.

## Descripció
Casa entre mitgeres, de planta baixa alineada a la façana i plantes reculades, la planta baixa es cobreix amb coberta plana i terrassa. L'edifici ha estat modificat i ha perdut l'interès arquitectònic.

## Història
A principis del segle xix la casa era propietat de la família Morros i la qustodià fins al 1980, moment en què fou adquirida per Josep Llorach i Àngela Galindo Camps, que la van sotmetre a una reforma total.